# Bucklandiella pacifica
Bucklandiella pacifica là một loài Rêu trong họ Grimmiaceae. Loài này được (Ireland & J.R. Spence) Bednarek-Ochyra & Ochyra mô tả khoa học đầu tiên năm 2003.